# 클라스 툰베리

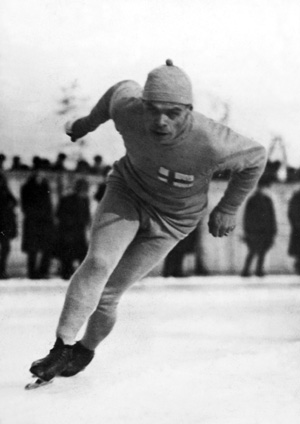
Clas Thunberg

아르놀드 클라스 로베르트 툰베리(스웨덴어: Arnold Clas Robert Thunberg, 1893년 4월 5일~1973년 4월 28일)는 핀란드의 스피드 스케이팅 선수이다.
프랑스 샤모니에서 열린 제1회 동계 올림픽 1500m·5000m·종합(올라운드) 종목에서 금메달, 10000m 종목에서 은메달, 500m 종목에서 동메달을 획득, 이 대회 스피드 스케이팅의 전 종목에서 메달을 땄다. 스위스 장크트모리츠에서 열린 제2회 동계 올림픽에서도 500m와 1500m 종목에서 금메달을 얻었다. 두 차례의 올림픽 대회에서 모두 금메달 5개와 은메달 1개, 동메달 1개를 따 현재까지 올림픽 스피드 스케이팅 종목에서 남자 선수로는 가장 많은 메달을 획득하였다.

## 같이 보기
- 올림픽 다관왕 목록